# Коротко про
«Коротко про» (укр. Коротко про; до 2016 года — «Комсомольская правда в Украине»; до 2024 года — «КП в Украине») — украиноязычная ежедневная газета (до 2022 — русскоязычная).

## История
Газета «Комсомольская правда в Украине» была официально зарегистрирована на Украине 4 октября 1996 года ЗАО «Комсомольская правда — Украина», входящим в СП ООО «Киев-PRESS». Бренд использовался по франшизе.
С 1999 года принадлежит ЧАО «Комсомольская правда — Украина», входившему в «Украинский Медиа Холдинг».
В 2006 году был запущен сайт газеты — kp.ua В 2009 году вошёл десятку самых посещаемых сайтов Украины в разделе «СМИ и Периодика».
Тираж по состоянию на 2012 год: ежедневный выпуск — 132 000 экз., еженедельник — 235 000 экз. Печатная версия входила в пятерку самых массовых ежедневных газет страны.
Кроме Киева, «Комсомольская правда в Украине» выпускалась в Донецке, Львове, Харькове, Днепропетровске, Запорожье, Одессе и Крыму. 14 сентября 2012 года юридические лица в регионах были закрыты, а журналисты переведены на работу в киевскую редакцию. Такое решение предшествовало продаже холдинга.
В 2013 холдинг, куда входило издание и сайт, был продан владельцу группы компаний «ВЕТЭК» Сергею Курченко. Основатель и бывший президент UMH group Борис Ложкин объявил о досрочном закрытии сделки 5 ноября 2013 года.
С 2014 газета не выходит на территории Крыма и контролируемой ДНР и ЛНР части Донецкой и Луганской областей.
В конце 2015 года в рамках закона о декоммунизации на Украине газета была переименована в «КП в Украине». Первый выпуск с новым названием вышел 12 января 2016 года.
В сентябре 2019 года Печерский суд Киева передал медиахолдинг со всем портфелем в распоряжение Национального агентства по вопросам выявления, розыска и управления активами, полученными от коррупционных и других преступлений (АРМА). Поиск управителя на эти активы не увенчался успехом.
С марта 2020 по июнь 2020 газеты не выпускалась из-за коронавирусных ограничений. После выходит один раз в неделю в формате еженедельника.
С января 2022 в соответствии со ст.25 Закона Украины «Об обеспечении функционирования украинского языка как государственного» газета перешла на украинский язык.
С началом полномасштабного российского вторжения газета не выпускается в печатном виде. Редакция продолжает работать на сайт, выпуская новости, аналитический статьи, интервью и репортажи.
Главные редакторы издания: Николай Сухомозский (1996—1999), Сергей Брага (1999—2006), Андрей Хрусталёв (2007—2009), Виктория Полушкина (2009—2010), Анна Селиванова (2010—2011), Оксана Богданова (2011 — наст. время).
29 декабря 2023 года было объявлено, что с 2024 года газета будет называться «Коротко про».

## Награды
- Орден Николая Чудотворца «За приумножение добра на земле» (1998)[3].
- Почётная грамота Госкомтелерадио Украины (2008)[4].
- «Лучшая газета Украины 2008 года» по версии национальной программы «Человек года»[5].